# Polyplectropus herrerai
Polyplectropus herrerai är en nattsländeart som beskrevs av Bueno-soria och Hamilton 1990. Polyplectropus herrerai ingår i släktet Polyplectropus och familjen fångstnätnattsländor. Inga underarter finns listade i Catalogue of Life.